# صدف‌های سیاه رودخانه‌ای
صدف‌های سیاه رودخانه‌ای(نام علمی: Unionidae) نام یک تیره از راسته رودصدف‌سانان است.